# Теодосій II Тирновський
Теодосій II Тирновський — патріарх Тирновський Болгарської православної церкви у 1348—1363 р., голова Православної Церкви з центром у Тирново, столиці Болгарської імперії.
Теодосій був ченцем у монастирі Зографу.
1348 року був обраний Патріархом. Брав участь у двох церковних соборах, скликаних правителем Іваном Олександром — у 1350 і 1359/1360 р.
Теодосій ІІ діяв проти єретиків і юдаїстів, які проживали на території патріархату. Його наступником був патріарх Йоаникій II (1363—1375).